# Spiel auf der Tenne
Spiel auf der Tenne ist ein deutsches Filmlustspiel aus dem Jahr 1937, das unter der Regie von Georg Jacoby entstand. Die Hauptrollen verkörperten Heli Finkenzeller, Joe Stöckel, Richard Häußler und Fritz Kampers.

## Handlung
In dem bayerischen Ort St. Waltraud beschließt der Gemeinderat, nach einigen heftigen Diskussionen und dem vergeblichen Widerstand der Ehefrau des Bürgermeisters, ein Bauerntheater zu gründen. Hinter der Idee zur Gründung des Theaters stecken als treibende Kräfte der geschäftstüchtige Gastwirt Xaver Rößmair und sein Freund der Fuhrwerksunternehmer Gustav Moser, die sich dadurch eine Steigerung des Fremdenverkehrs und somit mehr Geschäft versprechen. Insbesondere befindet sich der Spielort des Theaters auf dem Grundstück des von Rößmair betriebenen Gasthofs „Zur blauen Traube“ (Traubenwirtsanger), der als Wirt natürlich auch die Bewirtschaftung der Theatergäste im Auge hat.
Der Martelverfasser Gugg wird von Xaver Rößmair beauftragt ein entsprechendes Theaterstück für das neue Bauerntheater zu schreiben. Die Wahl fällt auf einen Stoff aus dem alten Testament und das Stück erhält letztendlich den Namen „Judith und Holofernes oder Die blutige Heldentat einer mutig Witfrau in fünf Teilen“. Nach der Fertigstellung werden im Anschluss von Rößmair und Gugg die Rollen an die einzelnen Dorfbewohner verteilt.
Die Bewohner des Ortes lernen daraufhin nunmehr ihre entsprechenden Rollen. Großbauerntochter Lena Feldhofer, die eigentlich dem Bauernsohn Anton Rübler versprochen wurde, ist für die weibliche Hauptrolle der Judith vorgesehen. Sie liebt aber in Wirklichkeit den Holzknecht Martin Jöchler. Auch Burgl, die Kellnerin im Gasthof „Zur blauen Traube“, spielt wie auch die Bauerntochter Anastasia Kötterle (genannt Stasi) wesentliche Rollen in dem Stück. Die jeweiligen Verehrer von Lena (Martl Jöchler), Burgl (Gustav Moser) und Stasi (Hartl Stiegler) haben ebenso Rollen in dem Stück übernommen. Auch der in der Zwischenzeit von seinem Studium zurückgekehrte Sohn (Andreas) von Gastwirt Rößmair geht eine Liaison mit der jungen Krämerin Marianne Reinstadler ein.
Während der Aufführung des Stückes kommt es dann zunächst zu allerlei Eifersüchteleien, Missverständnissen und Streitereien zwischen den Laiendarstellern und Dorfbewohnern. Am Ende finden alle Paare wieder zusammen. Weitere Aufführungen des Bauerntheaters werden in Zukunft allerdings nicht mehr stattfinden und Rößmair sr. beklagt sich gegenüber Gugg, dass er den Inhalt seiner Weinfässer im Keller damit wegschütten könne. Gugg hält ihm entgegen, dass aber jetzt auch vier Hochzeiten in Roßmairs Gasthof „Zur blauen Traube“ stattfinden würden.

## Produktionsnotizen
Die Dreharbeiten zu Spiel auf der Tenne fanden vom 21. Mai 1937 bis Ende Juni 1937 statt. Die Innenaufnahmen entstanden in den UFA-Ateliers in Neubabelsberg, dem heutigen Studio Babelsberg in Potsdam. Die Außenaufnahmen wurden in Nußdorf am Inn bei Rosenheim gedreht. Die Uraufführung von Spiel auf der Tenne war am 14. September 1937 in München. In Berlin wurde der Film erstmals am 3. Juni 1938 im Union Theater Friedrichstraße gezeigt. Am 20. August 1937 erging durch die nationalsozialistische Filmprüfstelle ein entsprechendes Jugendverbot für den Film.
Die Bauten stammen von den Filmarchitekten und Szenenbildnern Bruno Monden und Karl Machus. Als Regieassistent ist Erich Palme in den Quellen verzeichnet. Die Musik des Films komponierte Hans Carste und die Herstellungsleitung bei dieser Produktion hatten Robert Wuellner und Hans-Herbert Ulrich.

## Rezeption
„Bei der Vorbereitung eines Theaterstückes gibt es in einem kleinen Fremdenverkehrsort zunächst Schwierigkeiten und Streit, bis nach einem rauschenden Erfolg vier Paare ins Happy End finden. Anspruchslose Unterhaltung aus der Vorkriegszeit.“

„Der bajuwarische Schwank zeigt allerlei Stars des deutschen Vorkriegskinos: Heli Finkenzeller und Co. spielen sich wacker durch die seichte Handlung. […] Bauernschwank aus Großvaters Kino“

„Bauerntheater möchten der Wirt Rößmair und der Unternehmer Moser in ihrem Ort aufführen, damit der Fremdenverkehr steigt. Doch gleich die erste Aufführung wird die letzte sein, anschließend haben sich schon einige Paare verguckt.“